# Pont-Saint-Martin, Aostadalen
Pont-Saint-Martin är en ort och kommun i regionen Aostadalen i nordvästra Italien. Kommunen hade 3 763 invånare (2017) och har italienska och franska som officiella språk.